# Rosa salvaje
Rosa salvaje (De wilde roos) is een Mexicaanse telenovela die werd geproduceerd door Televisa, een van de grootste multimediabedrijven in Mexico. De telenovela telde 199 afleveringen en was een groot succes in Latijns-Amerika, maar ook in Bulgarije, Joegoslavië, de Sovjet-Unie, Verenigde Staten, Indonesië en China.

## Verhaal
Rosa García woont samen met haar peettante Tomasa, die haar van kinds af aan heeft opgevoed; beiden komen uit zeer bescheiden milieus. Rosa is naïef en heeft weinig opvoeding genoten; als iemand haar lastigvalt geeft ze hem meestal een standje of slaat hem, mensen noemen haar "de wilde" en ze lijkt op een man, want ze speelt voetbal, knikkers en andere spelletjes die typisch zijn voor jongens met andere kinderen. Op een dag gaat zij met haar vriendinnen naar een buurt van rijke mensen en uit een huis nemen zij pruimen en zij wordt verrast door Dulcina Linares, een ambitieuze en ijdele vrouw die alleen maar om geld en sociale klasse geeft, en haar bediende Leopoldina en zij dreigen de politie te bellen. Ricardo Linares, Dulcina's broer, arriveert en bemiddelt voor haar. Hij is aardig en goedhartig, hij geeft haar niet aan bij de politie, integendeel, hij geeft haar wat pruimen en wat geld. Ze wordt smoorverliefd op hem. Ricardo is in een voortdurende strijd verwikkeld met zijn zusters Dulcina en Candida, die willen dat hij koste wat kost met een miljonairsvrouw trouwt. Om hen te ergeren, besluit hij te trouwen met het eerste meisje waar hij zin in heeft. Dit meisje blijkt Rosa te zijn. Maar Dulcina en Cándida sluiten zich aan bij Leonela Villarreal, een jonge vrouw die over een groot fortuin beschikt en die zich altijd al aangetrokken heeft gevoeld tot Ricardo Linares, die alles in het werk zal stellen om hen te scheiden. Ricardo wordt echt verliefd op Rosa, maar wanneer zij verneemt dat hij zonder liefde en alleen om zijn zusters kwaad te maken getrouwd is, kan zij hem niet vergeven. In huize Linares wordt Rosa het ergst vernederd door Dulcina en haar zus en door Leonela (zoals op een dag op een feest wanneer Dulcina Rosa voor de ogen van alle gasten vernedert door haar Lulu te laten slaan, een andere "verliefde" op Ricardo), maar ze ontmoet ook Rogelio, Ricardo's goedhartige tweelingbroer, en ze worden hechte vrienden. Rogelio is invalide, maar ondanks Dulcina's ongenoegen besluit hij een operatie te ondergaan om weer te kunnen lopen, en hij slaagt daarin. Terwijl Rogelio herstelt van de operatie wordt hij verzorgd door Linda, een vriendin van Rosa die zich voordoet als verpleegster, en de twee worden uiteindelijk verliefd op elkaar.
Anderzijds is Federico Robles de advocaat van de Linares, een ambitieuze man die Cándida zwanger maakt, wat jaloezie en woede uitlokt bij Dulcina, die altijd verliefd op hem is geweest en met wie zij clandestiene affaires had. Op een nacht laat de boze zuster Cándida van de trap rollen, wetend van het schandaal van de zwangerschap. Ze slaagt erin het kind van haar zus te doden. Later trouwt Dulcina met Federico Robles zonder te vermoeden dat hij zich geleidelijk het fortuin van de Linares en hun landhuis toe-eigent. Na de ontdekking van de verduistering vermoordt Dulcina Federico in de overtuiging dat zij als zijn weduwe alles zal erven wat hij van haar gestolen heeft en zo het fortuin en het landhuis van Linares terug zal krijgen. Wanneer Federico's testament wordt geopend, wordt echter ontdekt dat hij vóór zijn huwelijk met Dulcina getrouwd was met een andere vrouw van wie hij nooit gescheiden is. Het huwelijk met Dulcina is dus niet geldig en zijn wettige echtgenote, nu zijn weduwe, is erfgenaam van al zijn bezittingen, waaronder het landhuis Linares, dat zij besluit te koop aan te bieden omdat zij niet van plan is erin te wonen en zij geeft de Linares een termijn om het te ontruimen.
Leonela van haar kant weet dat Rosa zich met Ricardo heeft verzoend na een uitstapje naar Manzanillo en beraamt een gemeen plan om met Ricardo naar bed te gaan zodat Rosa hen kan zien. Ze slaagt, wordt Ricardo's verloofde en ze trouwen zelfs. Kort daarna ontdekt Rosa dat ze in verwachting is van Ricardo's kind en besluit hem niet in te lichten.
Later wordt Rosa herenigd met haar moeder, Paulette Mendizábal, die de pasgeboren Rosa aan haar werkneemster Tomasa moest geven om te voorkomen dat ze zou worden gedood door haar moeder, die haar zwangerschap als een schande beschouwde omdat de vader van het meisje de chauffeur van het huis was met wie Paulette een verhouding had gehad. Bijna op hetzelfde moment als deze hereniging tussen moeder en dochter wordt Rogelio Linares neergestoken door een delinquent uit de buurt waar Rosa woonde, die Linda wilde hebben. Paulette verandert Rosa in een rijke en deftige vrouw die, ondanks de macht die ze heeft, er nu over denkt wraak te nemen op de Linares voor al het kwaad dat ze haar hebben aangedaan. Daarom laat Rosa Dulcina voor haar knielen en om vergiffenis smeken, anders zal zij Dulcina naar de gevangenis sturen. Dulcina doet dat en wordt vernederd voor Rosa, net zoals zijzelf Rosa eerder had vernederd. Uit wraak voor haar vernedering laat Dulcina Leopoldina onder een valse naam een huis huren en geeft vervolgens opdracht Rosa te ontvoeren en daarheen te brengen om zelf vermoord te worden. De vrouw die voor Rosa zorgt terwijl ze wacht op de komst van Dulcina om haar persoonlijk te doden, is echter ontroerd als ze hoort dat ze zwanger is en laat haar ontsnappen, zodat Dulcina woedend is als ze aankomt om Rosa te doden en haar niet kan vinden. Ondertussen herstelt Rogelio in het ziekenhuis van de steekwond die hij opliep en doet Linda een aanzoek zodat ze samen naar de ranch van Linares kunnen gaan waar hij zal herstellen als hij uit het ziekenhuis komt.
Nadat ze ontsnapt is aan de ontvoering en poging tot moord door Dulcina, keert Rosa terug naar het huis van haar moeder en verneemt dat de weduwe van Federico Robles het Linares landhuis te koop heeft gezet, dus besluit ze het te kopen en het aan Rogelio Linares te geven, haar grote vriend en het enige lid van de Linares familie dat haar geen pijn heeft gedaan. Nadat de verkooptransactie is gesloten, stuurt Dulcina, zonder er iets van te weten, Leopoldina om te proberen het Linares herenhuis terug te krijgen van de weduwe van Federico Robles, maar zij keert terug met het nieuws dat het huis al is verkocht en dat het Rosa "de wilde" was die het had gekocht. Dulcina is woedend en zweert dat niemand haar ooit uit haar huis zal krijgen. Rosa wil Ricardo nog steeds niet vergeven dat hij zich verlooft en met Leonela trouwt, maar de jongeman beseft dat hij niet van Leonela houdt en besluit haar om een scheiding te vragen en op reis te gaan. Leonela is woedend en zweert dat ze Rosa dag en nacht in de gaten zal houden om het moment te vinden om haar te vermoorden, maar haar plan loopt verkeerd af, want als ze over haar heen rijdt en vlucht, komt ze vast te zitten op de treinrails en sterft gruwelijk als haar auto door de trein wordt overreden en verbrandt.
Ondertussen, alleen, geeft Dulcina Leopoldina de onderscheiding een Linares te zijn en stelt voor als zodanig te sterven in het herenhuis, maar niet voordat ze heeft bekend dat ze Federico Robles heeft vermoord. Dit gesprek wordt afgeluisterd door de butler, die de politie belt. Dulcina hoort de patrouilles buiten en is van plan het Linares landhuis in brand te steken zodat Rosa er niet van zal genieten, en ook om samen met Leopoldina te sterven. Leopoldina is het daar niet mee eens en ze beginnen te vechten; op heterdaad probeert Leopoldina Dulcina te doden met een mes, maar Dulcina slaat het uit haar handen. Leopoldina valt op de grond en grijpt een fles zoutzuur uit de kast waarmee ze Dulcina's gezicht verminkt, maar wordt door Dulcina doodgeschoten. De politie gaat het huis binnen, arresteert Dulcina en vindt Leopoldina's lichaam.
Rosa en Ricardo in de laatste scène van de roman huilen en herinneren zich alles, Rosa in de spoedeisende hulp staat op het punt te sterven met haar kind in haar baarmoeder en onthult uiteindelijk aan Ricardo dat hij de vader van dat kind is. Maar op het einde gebeurt er een mirakel...

## Hoofdrollen
- Verónica Castro als Rosa García
- Guillermo Capetillo als Ricardo Linares / Rogelio Linares

## Prijzen
| Jaar | Prijs                 | Categorie                     | Genomineerde        | Resultaat   |
| ---- | --------------------- | ----------------------------- | ------------------- | ----------- |
| 1988 | 6de TVyNovelas Awards | Beste Telenovela van het jaar | Valentín Pimstein   | Genomineerd |
| 1988 | 6de TVyNovelas Awards | Best Actrice                  | Verónica Castro     | Gewonnen    |
| 1988 | 6de TVyNovelas Awards | Beste Acteur                  | Guillermo Capetillo | Genomineerd |
| 1988 | 6de TVyNovelas Awards | Beste Antagonist Actrice      | Laura Zapata        | Gewonnen    |